# 西山清 (ハンドボール選手)
西山 清（にしやま きよし、1959年4月8日 - ）は、富山県氷見市出身の元ハンドボール選手、指導者。

## 人物
富山県と石川県の県境である氷見市の熊無地区で生まれる。熊無保育園（現：氷見市立明和保育園）時代は大人しい真面目な少年だった。しかし、少年時代から成績は優秀であり、運動神経が抜群だった。氷見市立明和小学校時代はソフトボール部の主将を務め、氷見市立西部中学校時代は体操部所属だったが、鉄棒の大回転競技で落下事故に遭ったことを理由にハンドボールへ転向した。
中学校卒業後は県内有数の進学校である富山県立氷見高等学校（商業科）に進学した。高校進学後は元全日本の主将である金原至のスパルタ指導に耐えて2・3年でインターハイで連続準優勝した。そして3年の青森国体で優勝を経験した。
筑波大学体育専門学群に進学後も2年から3年連続で関東学生リーグ得点王、さらに世界学生選手権でも得点王に輝く活躍を見せた。
卒業後は日新製鋼に入社。ルーキーシーズンより強豪大同特殊鋼の当時エースだった蒲生晴明と並び得点王に輝いた。翌年も得点王のタイトルを獲得した。全日本のメンバーとしても活躍し、98試合に出場した。五輪もロス・ソウルの2大会連続で出場した。ソウル五輪後の日本リーグで3度目の得点王を獲得した。1993年、選手兼任監督に就任。初優勝に導いた。1997年に現役引退。日本リーグ通算709得点を残した。
2005年に母校の氷見市立西部中学校で「自分を強くするために」を熱弁した。